# Slovenska Bistrica
Pour les articles homonymes, voir Bistrica.
Slovenska Bistrica (en allemand : Windisch-Feistritz) est une ville du Nord-Est de la Slovénie, située dans la région de Basse-Styrie.

## Géographie

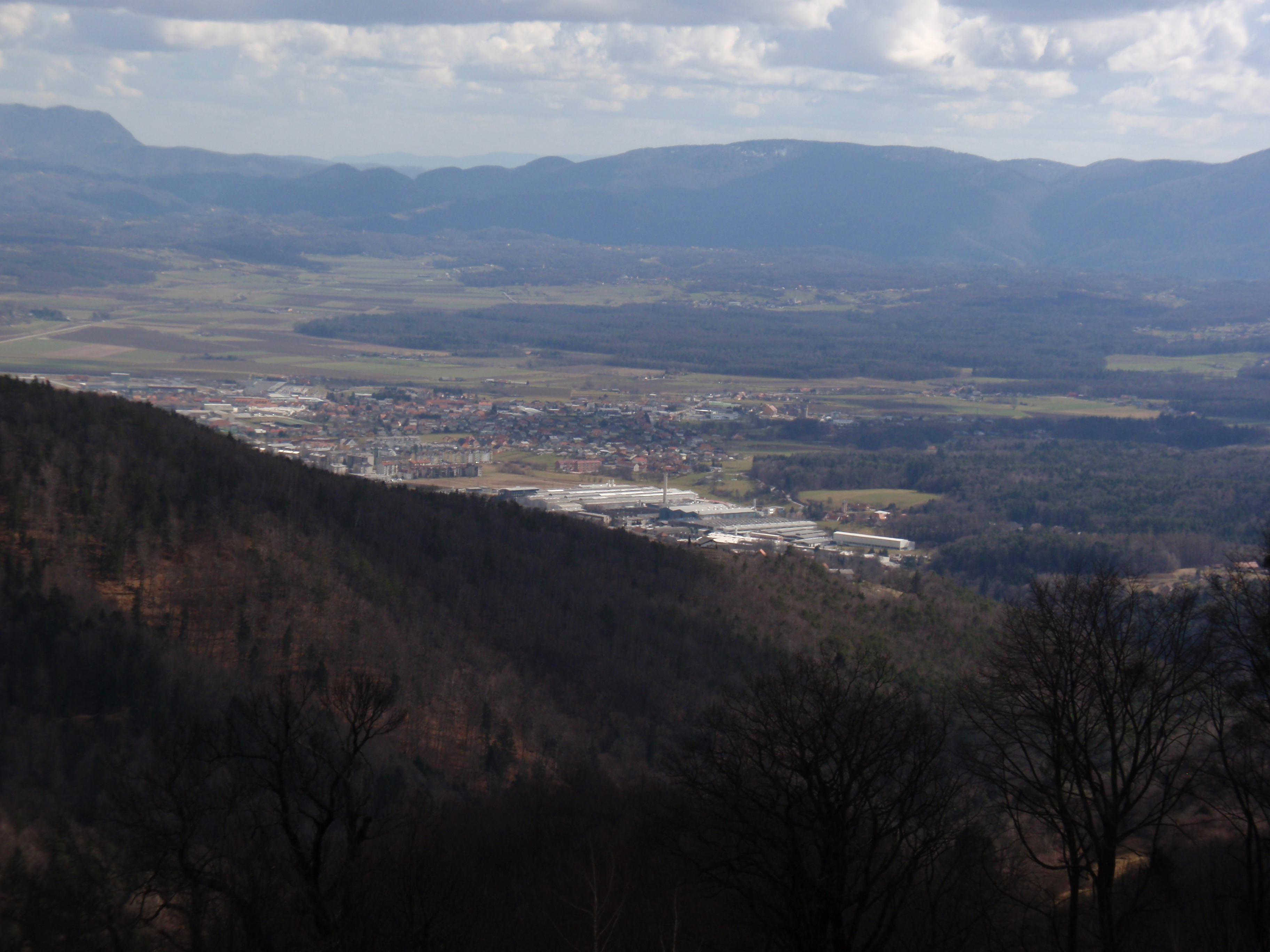
Vue sur Slovenska Bistrica depuis le Pohorje.

La commune est localisée dans la région traditionnelle de Basse-Styrie (Spodnja Štajerska), à environ 20 kilomètres au sud-est de Maribor sur la route menant à Ljubljana (l'actuelle autoroute A1). Slovenska Bistrica est entourée d'une région montagneuse dénommée Pohorje comprenant les contreforts orientaux des Alpes juliennes. Le point le plus élevé est le sommet du mont Rogla, à 1 517 m d'altitude, dans la partie la plus au nord-ouest.

### Villages
Les villages qui composent la commune sont Bojtina, Brezje pri Slovenski Bistrici, Bukovec, Cezlak, Cigonca, Devina, Dolgi Vrh, Drumlažno, Črešnjevec, Farovec, Fošt, Frajhajm, Gabernik, Gaj, Gladomes, Hošnica, Ješovec, Jurišna vas, Kalše, Kebelj, Klopce, Kočno ob Ložnici, Kočno pri Polskavi, Korplje, Kostanjevec, Kot na Pohorju, Kovača vas, Križni Vrh, Laporje, Leskovec, Levič, Lokanja vas, Lukanja, Malo Tinje, Modrič, Nadgrad, Ogljenšak, Ošelj, Planina pod Šumikom, Podgrad na Pohorju, Pokoše, Pragersko, Preloge, Prepuž, Pretrež, Razgor pri Žabljeku, Rep, Ritoznoj, Sele pri Polskavi, Sevec, Slovenska Bistrica, Smrečno, Spodnja Ložnica, Spodnja Nova vas, Spodnja Polskava, Spodnje Prebukovje, Stari Log, Šentovec, Tinjska Gora, Trnovec pri Slovenski Bistrici, Turiška vas na Pohorju, Urh, Veliko Tinje, Videž, Vinarje, Visole, Vrhloga, Vrhole pri Laporju, Vrhole pri Slovenskih Konjicah, Zgornja Bistrica, Zgornja Brežnica, Zgornja Ložnica, Zgornja Nova vas, Zgornja Polskava, Zgornje Prebukovje, Šmartno na Pohorju et Žabljek.

## Histoire

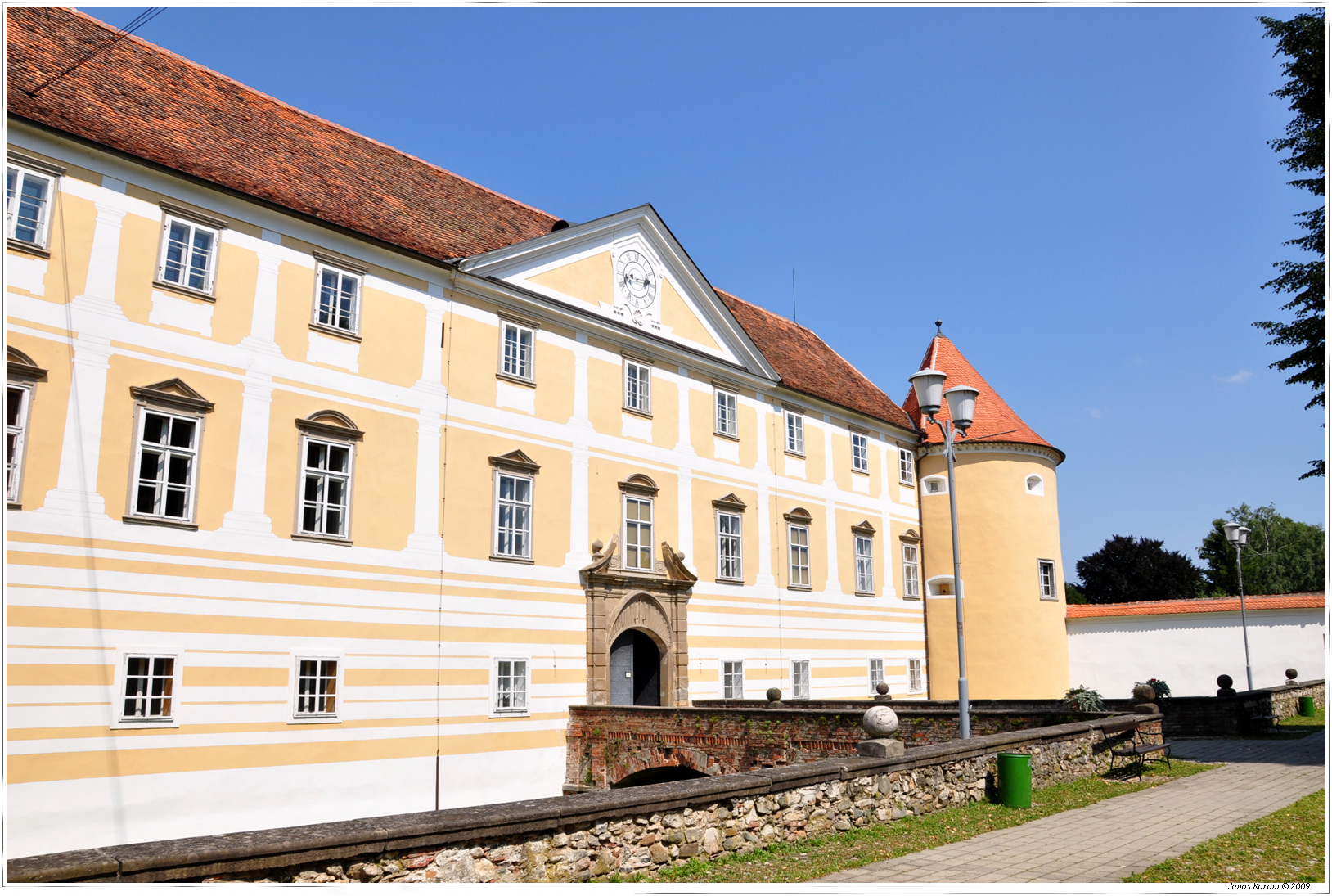
Le château de Slovenska Bistrica.

Bistrica, l'une des plus anciennes villes de Slovénie, fut fondée au XIIIe siècle sur un carrefour commercial reliant les villes de Maribor et Celje. Autrefois, la localité ne comportait qu'une église et un petit nombre d'habitants jusqu'à ce qu'elle devienne une ville commerciale en 1313. Jusqu'à aujourd'hui, la ville est appelée Slovenska Bistrica (Windisch-Feistritz) depuis 1565 de façon à la distinguer de Deutschfeistritz dans la Haute-Styrie.
La ville offre plusieurs sites intéressants tels qu'un château, deux églises, une route et un fort, Ančnikovo, datant de l'époque romaine entre autres. La ville contient également une aire de randonnée, le Mont Boč culminant à 978 mètres.

## Démographie
Entre 1999 et 2006, la population de la commune de Slovenska Bistrica était proche de 30 000 habitants mais depuis 2007 le nombre d'habitants est proche de 25 000 à la suite d'une réorganisation territoriale de la commune,.
Évolution démographique
| 1999   | 2000   | 2001   | 2002   | 2003   | 2004   | 2005   | 2006   | 2007   |
| ------ | ------ | ------ | ------ | ------ | ------ | ------ | ------ | ------ |
| 29 623 | 29 793 | 29 844 | 29 989 | 30 144 | 30 193 | 30 388 | 30 502 | 24 299 |
| 2008   | 2009   | 2010   | 2011   | 2012   | 2013   | 2014   | 2015   | 2016   |
| 24 627 | 24 462 | 24 731 | 24 919 | 25 189 | 25 191 | 25 176 | 25 373 | 25 413 |
| 2017   | 2018   | 2019   | 2020   | 2021   |        |        |        |        |
| 25 468 | 25 524 | 25 599 | 25 827 | 25 949 |        |        |        |        |

## Personnalités
- Franz Xaver Gmeiner (1752-1828), philosophe, théologien, historien de l'Église et canoniste autrichien, y est né.
- René Mlekuz (né en 1975), skieur alpin ;
- Jože Pučnik (1932-2003), homme politique ;
- Urška Žigart (née en 1996), coureuse cycliste.
- Kaja Korošec (née en 2001), footballeuse internationale